# خراشسانی (ناحیه پراگ-غرب)
خراشسانی (به چکی: Chrášťany) یک منطقهٔ مسکونی در جمهوری چک است که در ناحیه پراگ-غرب واقع شده‌است.